# Kono Subarashii Sekai ni Shukufuku o! Kurenai Densetsu
Kono Subarashii Sekai ni Shukufuku o! Kurenai Densetsu (この素晴らしい世界に祝福を！紅伝説, Vamos Dar as Bênçãos a Este Mundo Maravilhoso! A Lenda Carmesim) é um filme em longa-metragem animado japonês de comédia e fantasia, baseado no quinto volume, Bakuretsu Kouma ni Rettsu & Goo!! (爆裂紅魔にレッツ＆ゴー!!), da série de light novel Kono Subarashii Sekai ni Shukufuku o!, escrita por Natsume Akatsuki e ilustrada por Kurone Mishima.
Lançado no Japão em 30 de agosto de 2019, o filme foi produzido com o mesmo elenco de voz e pela mesma equipe de produção da série de anime, mas sendo animado pelo estúdio J.C. Staff no lugar do Studio Deen. A Crunchyroll adquiriu o direito de lançar o filme fora do Japão, em cinemas selecionados do Estados Unidos em outubro e novembro de 2019.
A Crunchyroll disponibilizou o filme com legendas em português do filme, exceto Portugal, no dia 25 de março de 2020, no mesmo dia que houve o lançamento de DVD e Blu-Ray, no Japão.

## Enredo
Kazuma e seu grupo estão perdendo a sorte: o uso da  magia da explosão de Megumin sai pela culatra e eles perdem toda a recompensa de sua última missão. O grupo fica envergonhado na aliança do aventureiro, até que as coisas mudam quando Yunyun chega e diz a Kazuma e aos outros que ela precisa ter seus bebês para salvar o mundo, enquanto também diz que sua vila está sendo atacada por um general de o rei do diabo. Mais tarde, na Mansão de Kazuma, a maior parte disso é falsa e revela-se uma história escrita por Megumin e pelo colega de YunYun, Arue. Yunyun sai, envergonhado, e volta para a vila.
No dia seguinte, Megumin começa a se lembrar das coisas que ela e Yunyun fizeram juntos. Kazuma também fala com Vanir neste momento para tentar negociar o acordo de propriedade intelectual sobre as ideis Kazuma.
Eles são teletransportados para perto da vila, onde Kazuma é perseguido até ele ser capturado por um grupo de mulheres orcs. Assim como as coisas estão ruins para Kazuma, Yunyun aparece e os orcs fogem. Depois disso, Kazuma e o grupo são levados para a casa de Megumin, onde são recebidos por sua irmã, Komekko.
Megumin adormece imediatamente após o grupo chegar lá, deixando Kazuma para ter uma conversa estranha com seus pais (Hyoizaburoo e Yuiyui) sobre a natureza do relacionamento dele e de Megumin. Quando Kazuma deixa escapar que ele é rico e possui uma mansão, os pais imediatamente se aquecem para ele, agora o vendo como material adequado para o marido para a filha deles. Naquela noite, contra a vontade das Trevas, Yuiyui tranca Kazuma no mesmo quarto que uma Megumin adormecida, na esperança de forçá-los a se tornar um casal. Megumin acorda e vê Kazuma muito perto do seu rosto e, depois de acordar completamente, percebe que ela e Kazuma estão dormindo juntos. Ela sai da janela depois de conversar um pouco com Kazuma, e ele é chamado Kazu-lixo e Crap-zuma pelas meninas na manhã seguinte.
Megumin os leva a um passeio pela vila Carmesim, visitando pontos de interesse, várias lojas e até a escola de Megumin (onde eles conhecem alguns de seus colegas de classe anteriores). Eles também visitam um edifício que, segundo se diz, tem algo que vai acabar com o mundo, que é supostamente muito seguro, de acordo com Megumin. Ao voltarem para a casa de Megumin, eles percebem que as Trevas são abordadas por monstros sendo liderados por Sylvia, uma general do exército de King. Eles conseguem fazê-la recuar depois que Kazuma se apresenta como Mitsurugi, o espadachim, e conta suas poderosas façanhas na derrota de outros generais do rei, como Vanir, Hans e Dullahan.
Naquela noite, Megumin e Kazuma voltam a dormir juntos devido à mãe. Kazuma, aproveitando a oportunidade, congela a janela. Depois de conversar com Megumin por um tempo e fazê-la agradecer, ela vê a janela congelada e recebe de volta todos os agradecimentos que lhe deu. Logo depois disso, o alarme para os infiltrados na aldeia é acionado e eles acabam, procurando inimigos.
Kazuma, Megumin, Aqua e Darkness quase imediatamente encontram Sylvia. Ela o leva ao prédio com a coisa que acabará com o mundo, e Kazuma acidentalmente revela que ele sabe como desbloqueá-lo antes de fazê-lo depois de Sylvia ser solicitado. Ela começa a descer antes de ser empurrada por Kazuma e trancada lá dentro. Kazuma é então encontrado pelo resto do grupo e eles saem.
Imediatamente após isso, o prédio é destruído quando Sylvia se transformou no Mage Killer. Ela desabilita as habilidades mágicas de quase todo mundo e começa a destruir a vila. É então revelado que existem relíquias que contêm uma maneira de parar o Mage Killer, então elas vão para lá. As relíquias são escritas em japonês, então Kazuma é capaz de lê-las e perceber que o rifle de uma das lojas da cidade é realmente a arma que eles precisam para matar o Mage Killer.
Eles encontram o rifle enquanto Yunyun distrai Sylvia. Aqua carrega com sua magia, mas quando Kazuma tenta dispará-lo, nada acontece.Quando Megumin detona uma explosão destinada a Sylvia, o poder é direcionado para o rifle, que consegue carregá-lo ao máximo. Komekko dispara o rifle,fazendo com que Sylvia seja ferida à beira da morte, mas ela finalmente volta ainda mais forte. Wiz e Vanir aparecem para encontrar alguém na vila que pode ajudar a fazer um dos itens de Kazuma, mas acaba se juntando à luta. Wiz faz com que todos na vila transfiram sua magia para Yunyun e Megumin, pois Kazuma está sendo acolhida por Sylvia como amante e presa ao peito. Yunyun e Megumin disparam uma luz gigantesca de combinação de sabre e explosão diretamente em Kazuma e Sylvia, matando os dois. No entanto, devido às estatísticas de Kazuma impulsionadas por Aqua, ele pode ser trazido de volta à vida, após o que eles voltam para casa.
A última cena mostra os quatro personagens principais em um piquenique, com Kazuma e Megumin olhando para uma colina. Megumin diz que quer aprender magia avançada e não se restringe mais a explosões. Ainda relutante em colocar pontos em uma habilidade que não seja Magia de Explosão, ela pede a Kazuma que atualize seu cartão de status para ela, o que ele aparentemente faz. Ele então pede a ela para disparar uma explosão apenas por chutes. Ela faz isso e fica surpresa ao descobrir que é muito mais forte do que sua explosão habitual. Ela percebe que Kazuma ignorou seu pedido e colocou seus pontos restantes em Explosion Magic, afinal. A fumaça da explosão forma a forma de um coração, e eles caminham juntos de volta para a manta de piquenique quando o filme termina.

## Elenco
| Personagem    | Voz japonesa                              |
| ------------- | ----------------------------------------- |
| Kazuma        | Jun Fukushima                             |
| Aqua          | Sora Amamiya                              |
| Megumin       | Rie Takahashi                             |
| Darkness      | Ai Kayano                                 |
| Yunyun        | Aki Toyosaki                              |
| Wiz           | Yui Horie                                 |
| Vanir         | Masakazu Nishida                          |
| Chomusuke     | Hitomi Nabatame                           |
| Komekko       | Maria Naganawa                            |
| Hyoizaburoo   | Hiroki Takahashi                          |
| Yuiyui        | Mamiko Noto                               |
| Arue          | Kaori Nazuka                              |
| Funifura      | Miyu Tomita                               |
| Dodonko       | Sayumi Suzushiro                          |
| Bukkororii    | Yoshiki Nakajima                          |
| Soketto       | Miki Hase                                 |
| Village Chief | Tsuguo Mogami                             |
| Orcs          | Junko Takeuchi, Yū Kobayashi, Daria Midou |
| Luna          | Sayuri Hara                               |
| Ruffian       | Tetsu Inada                               |
| Verdia        | Hiroki Yasumoto                           |
| Hans          | Kenjiro Tsuda                             |
| Professor     | Chō                                       |
| Sylvia        | Akeno Watanabe                            |

## Trilha Sonora
A música-tema de abertura é 1 mm Symphony (1ミリ Symphony) da cantora Machico e o encerramento My Home Town (マイ・ホーム・タウン) pelo trio principal de dubladoras do anime Sora Amamiya (Aqua), Rie Takahashi (Megumin) e Ai Kayano (Darkness).